# اولدنسوورت
اولدنسوورت (به آلمانی: Oldenswort) یک شهر در آلمان است که در ایدرشتدت واقع شده‌است. اولدنسوورت ۱٬۳۰۲ نفر جمعیت دارد.